# Rosa Mayreder
Rosa Mayreder (rojena Obermayer, psevdonim Franz Arnold), avstrijska pisateljica, borka za ženske pravice, kulturna filozofinja, libretistka, glasbenica in slikarka, * 30. november 1858, Dunaj, † 19. januar 1938, Dunaj.
Velja za najpomembnejšo predstavnico avstrijskega feminističnega gibanja. Kot ena izmed ustanoviteljic Splošnega avstrijskega ženskega društva (Allgemeines Österreichisches Frauenverein) se je borila za ženske volilne pravice in za pravice deklet in žensk do višje izobrazbe, ter proti prostituciji in dvojni morali. V svojem osrednjem delu O kritiki ženskosti zahteva »svobodo in individualnost, neodvisno od spola«. V delu se posveča predvsem analizi družbenih vprašanj in povezavi med močjo in seksualnostjo.

## Življenje
Rosa Mayreder se je rodila kot Rosa Obermayer 30. novembra 1858 na Dunaju. Njen oče Franz Obermayer je bil lastnik gostinske hiše z bogato tradicijo in njena mati je bila 17- letna Marija Engel, ki se je posvečala skrbi otrok . Poročila sta se po smrti Obermayerjeve prve žene, ki je umrla med rojstvom osmega otroka. Kot hčeri premožnega dunajskega gostilničarja je že v rani mladosti slikala in piateljevala. Ljubila je znanost in nasprotovala je tedanjim družbenim razmeram, ki so visokošolsko izobrazbo omogočale le moškim. Staro tradicijo je želela nadomestiti z „novimi in boljšimi običaji“. Sprva se je ukvarjala z antropologijo in fiziko, a je kmalu spoznala poseben pomen nemškega jezika. Pri 37. letih je skupaj s Hugom Wolfom izdala opero Corregidor, po noveli Trikotni klobuk (El sombrero de tres picos,1874) Pedra Antonia de Alcona. Za Corregidora je napisala libreto in bila ena izmed finančnih podpornikov Wolfa.
Leta 1881 se je Rosa Obermayer poročila s svojim dolgoletnim prijateljem Karlom Mayrederom. Ta je bil po poklicu arhitekt in pozneje rektor Dunajske tehnične univerze. Na začetku devetdesetih let 19 stoletja je pri priznani borki za ženske pravice Marie Lang  spoznala Marianne Hainrich. Skupaj sta leta 1893 ustanovili Splošno avstrijsko žensko društvo, v katerem je bila Rosa članica odbora in hkrati tudi podpredsednica. Leta 1899 je skupaj z Marie Lang in Auguste Fickert začela izdajati časopis »Dokumente der Frauen«. Stike je imela tudi s komponistko Mathilde Kralik von Meyrswalden (1857–1944). V pismu z dne 13. maj 1936 ji slavna komponistka napiše: „Zelo spoštovana gospa, navdušena sem nad Vašimi čudovitimi soneti, ki imajo hkrati popolno zgradbo, globok pomen in bogato jezikovno lepoto, ki jim daje notranjo glasbo ... “  vir: Dunajska knjižnica
V svojih knjigah in številnih pogovorih, ki jih je redno zapisovala v svojih dnevnikih, se je Rosa Mayreder trudila za enakopraven odnos med spoloma, kjer naj ne bi vladalo le telesnopoželenje. S svojo pobudo je v literarnih krogih naletela na priznanja in pritrjevanja. Nasprotovala je diskriminaciji svojega spola in obstoječi dvojni morali. Njena dela so bila zelo razširjena in so bila prevedena tudi v angleški jezik.
Hrbtna strani bankovca za 500 šilingov iz leta 1997 prikazuje portreta Rose in Karla Mayrederja, ter skupinsko sliko udeleženk Zveznega parlamenta avstrijskih ženskih društev na Dunaju leta 1911. Poleg podobe Rose Mayreder, je natisnjen citat: „Oba spola sta v tesnem odnosu , sta med seboj preveč povezana, da bi obstajala razmere, ki bi veljala za enega  in ne tudi za drugega“ (1905). 
Ambivalenten je njen odnos  z Rudolfom Steinerjem, s katerim si je veliko dopisovala. V mladosti sta bila dobra prijatelja. Rosa je javno kritizirala njegovo avtobiografsko delo Moje življenje (Mein Lebensgang, 1923 – 1925) , vendar ga zapiski v njenih dnevnikih prikazujejo v boljši luči. 
Rosa Mayreder, ki je začela svojo kariero kot slikarka, je v letih pred prvo svetovno vojno skupaj z Olgo Preder in Kurtom Federnom ustanovila Umetniško šolo za ženske in dekleta (pozneje preimenovano v Dunajsko žensko akademijo).
V letih pred in med vojno se je Rosa Mayreder skupaj z Bertho von Suttner angažirala za mirovna gibanja in v letu 1919 je postala predsednica Internacionalne ženske lige za mir in svobodo (Internationale Frauenliga für Frieden und Freiheit; IFFF). Od leta 1912 leta naprej je bila zaradi oskrbe bolnega moža v svojem delu časovno  zelo omejena. Kritizirala je vse oblike militarizma, saj je to videla kot tipično moško dejanje. V letih po vojni je menila, da je ves  kulturni napredek 19. stoletja izničen in da stopajo korak nazaj.
Leta 1928 so ji dodelil naslov časne meščanke Dunaja, vendar so to čast preklicali, ko je Rosa Mazreder  javno priznala svojega židovskega dedka. Po smrti moža, katerega zdravja se je močno poslabšalo, leta 1935, se je Rosa umaknila iz javnega življenja. Leta 1938 je umrla na Dunaju. Pokopana je na Dunajskem centralnem pokopališču, v prvi vrsti za cerkvijo Karla Luegerja , v družinskem grobu Mayerjevih. Tu je pokopana skupaj s svojim možem, tastom, taščo, svakom in svakinjami. Ta grob ni postal častni grob Dunaja. 
Po njej je poimenovan kolidž Rose Mayreder, ki so ga ustanovili leta 1999 in je namenjen feministični izobrazbi.
Deset let po njeni smrti je izšel prvi del njenih spominov z naslovom Hiša v Landskron ulici in kmalu zatem je Rosa Mayreder zašla v pozabo. Ponovno so jo odkrili v 70. letih v času drugega vala feminističnega gibanja. Ob 50-letnici njene smrti je izšel leta 1988 drugi del njenih spominov, naslovljen Moj pantheon.

## Dela

### Eseji in spisi
- O kritiki ženskosti (Zur Kritik der Weiblichkeit, Jena 1905/1907/1922)
- Tipičen potek socialnih gibanj (Der typische Verlauf sozialer Bewegungen, Dunaj 1917)
- Ženska in internacionalizem (Die Frau und der Internationalismus, Dunaj 1921)
- Spol in kultura (Geschlecht und Kultur, Jena 1923)
- Askeza in erotika (Askese und Erotik, Jena 1926)
- Ideje ljubezni (Ideen der Liebe, Jena 1927)
- Človek in človečnost (Mensch und Menschlichkeit, Dunaj 1928)
- Kriza v zakonu  (Die Krise der Ehe, Jena 1929)
- Zadnji bog (Der letzte Gott, Stuttgart 1932)
- Kriza očetovstva  (Die Krise der Väterlichkeit, 1963)
- Rosa Mayreder ali Ponovna tiranija norme (Rosa Mayreder oder Wider die Tyrannei der Norm, Dunaj 1986)

### Pripovedna proza
- Iz moje mladosti  (Aus meiner Jugend,  Dresden 1896); zbirka 3 novel
- Prehodi  (Übergänge, Dresden 1897)
- Idoli. Zgodba ljubezni (Idole. Geschichte einer Liebe, Berlin 1899)
- Pipin. Poletno doživetje  (Pipin. Ein Sommererlebnis, Leipzig 1903)
- Pravljice o božanskih in človeških stvareh  (Fabeleien über göttliche und menschliche Dinge, Wien 1921)

### Libreto
- Corregidor (Der Corregidor, 1896); v sodelovanju s Hugom Wolfom

### Drame
- Anda Renata   (Anda Renata, Dunaj 1932); misterij v dveh delih
- Diana in Herodias (Diana und Herodias, zasebni tisk 1937); mitološka drama

### Aforizmi, pesmi
- Darovi doživetja (Gaben des Erlebens, 1935)
- Aschmedovi soneti na človeka (Aschmedais Sonette an den Menschen, zasebni tisk 1937)

### Memoari, dnevniki, pisma
- Pisma Huga Wolfa Rosi Mayreder (Briefe an Rosa Mayreder von Hugo Wolf, 1921); Rosa Myreder je napisala sklepno besedilo.
- Hiša v Landskron ulici (Das Haus in der Landskrongasse, Dunaj 1948)
- Dnevniki 1873–1937 (Tagebücher 1873–1937, Frankfurt 1988)
- Moj panteon  (Mein Pantheon, Dornach 1988)
- »Moje drage, oddaljene prijateljice« (»Meine theuren, fernen Freundinnen«, Kopenhagen 2004); pisma Elleni Kleman in Klari Johanson